# Rudolf Zenker (Romanist)
Rudolf  Zenker (* 17. August 1862 in Dresden; † 16. Februar 1941 in Rostock) war ein deutscher Romanist, Provenzalist und Mediävist.

## Leben und Werk
Während seines Studiums in Erlangen wurde er 1880 Mitglied der Burschenschaft Bubenruthia. Zenker wurde 1886 in Erlangen über Die provenzalische Tenzone. Eine literarhistorische Abhandlung (Leipzig 1888) promoviert und habilitierte sich 1889 bei Eduard Mall in Würzburg mit der Arbeit Ueber die Echtheit zweier dem Raoul von Houdenc zugeschriebener Werke (Erlangen 1889). Er war von 1890 bis 1897 Privatdozent für neuere französische Literaturgeschichte in Würzburg. Ab 1897 war er in Rostock (als Nachfolger von Karl Bartsch) außerordentlicher, von 1905 bis 1933 ordentlicher  Professor für romanische Philologie (Nachfolger: Fritz Schalk). Zenker war bis 1935 Herausgeber der Zeitschrift Romanische Forschungen.

## Weitere Werke
- Das Epos von Isembard und Gormund. Sein Inhalt und seine historischen Grundlagen, nebst einer metrischen Übersetzung des Brüsseler Fragmentes, Halle 1896
- Die Gedichte des Folquet von Romans,  Halle  a.S. 1896
- Die Lieder Peires von Auvergne, kritisch hrsg. mit Einleitung, Übersetzung, Kommentar und Glossar, Erlangen 1900, Nachdruck Genf 1977
- Boeve-Amlethus. Das altfranzösische  Epos von Boeve de Hamtone und der Ursprung der Hamletsage, Berlin 1905, Nachdruck Nendeln 1977
- Das provenzalische Enfant sage. Version B, in: Mélanges Chabaneau. Festschrift Camille Chabaneau zur Vollendung seines 75. Lebensjahres, 4. März 1906, Erlangen 1907, S. 919–968
- Zur Mabinogionfrage. Eine Antikritik, Halle a.S. 1912